# Arquitectura totalitaria

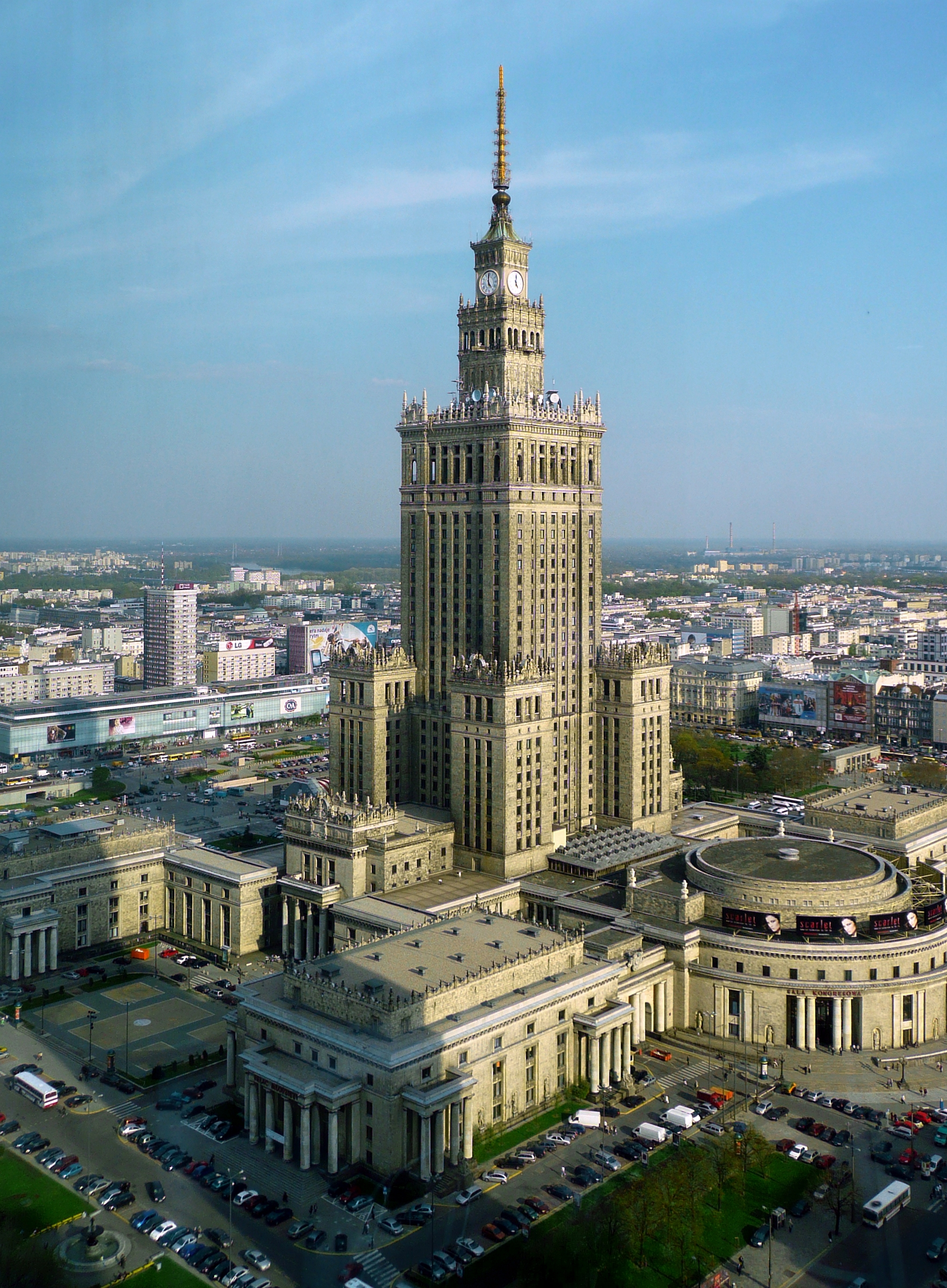
El Palacio de la Cultura y de la Ciencia en Varsovia.

La arquitectura totalitaria hace mención a la arquitectura propia de los regímenes totalitarios del siglo xx, especialmente al régimen fascista italiano (1922-1945), al régimen nazi alemán (1933-1945) y a la Unión Soviética, en este último caso principalmente durante el período del estalinismo entre 1929 y 1953. Este concepto recalca la importancia dada a la arquitectura por parte de estos regímenes, e insiste sobre el hecho que estos, a pesar de sus diferencias, han llegado a unas concepciones arquitectónicas comparables.
Este tipo de arquitectura nació en Italia en los años 1920 con la ascensión al poder del fascismo. Posteriormente se difundió rápidamente a otros países totalitarios de Europa coma la Alemania nazi y la Unión Soviética de Stalin hasta el final de la Segunda Guerra Mundial. En algunos casos, como la España franquista el Portugal salazarista, se prolongó hasta los años 1950.
Es habitual pensar que la arquitectura totalitaria se identifica con el regreso a una tradición neoclásica, en contra del Movimiento moderno encarnado por el Congreso Internacional de Arquitectura Moderna (CIAM). Sin embargo, la arquitectura neoclásica no fue exclusiva de estos regímenes totalitarios, ya que también desarrollaron otros estilos arquitectónicos.

## Realizaciones y proyectos

### Alemania Nazi

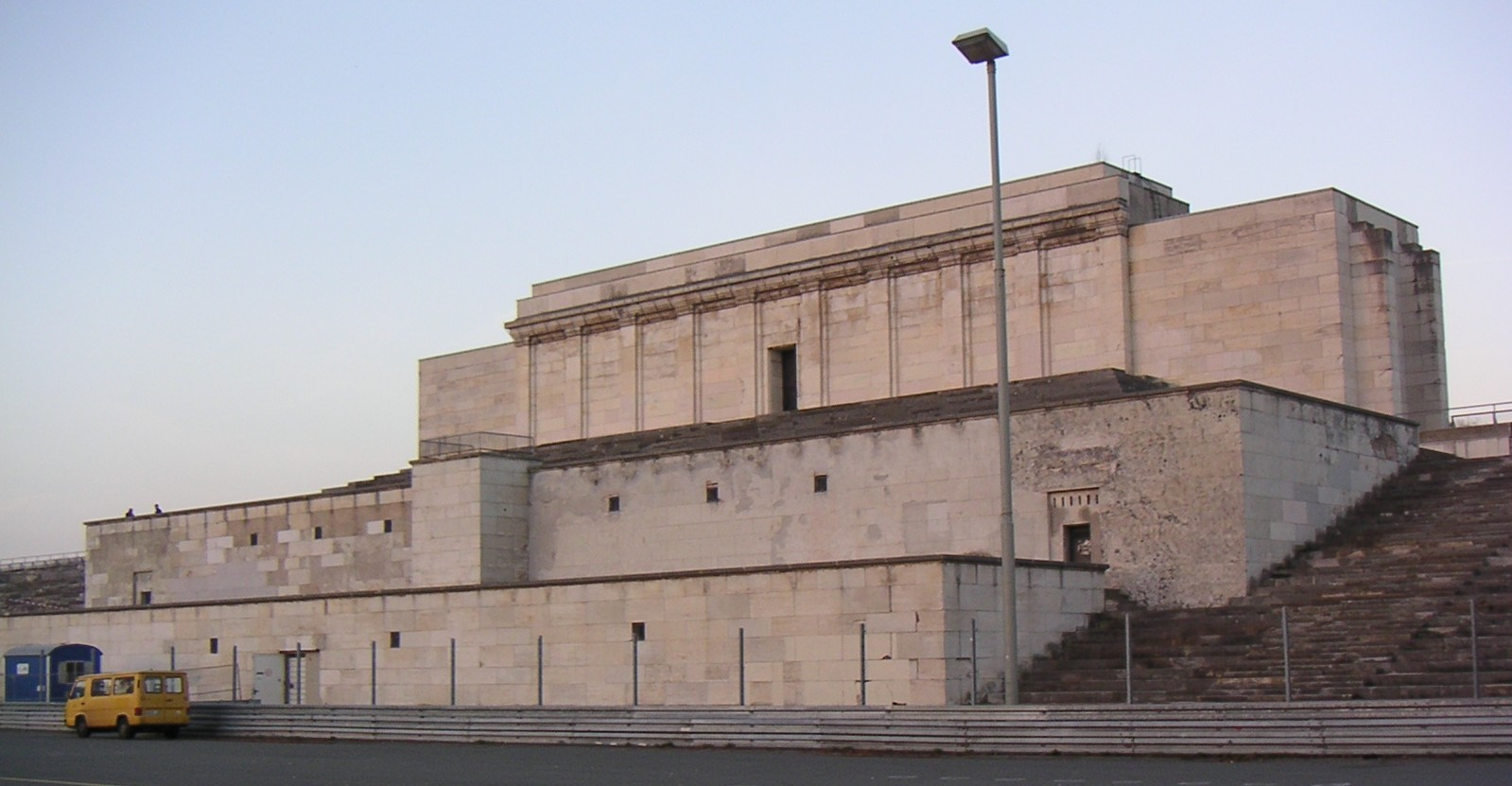
Zeppelinfeld en Nuremberg.

- Berlín: Welthauptstadt Germania, proyecto de una nueva capital del Reich elaborado por el arquitecto Albert Speer (1942). Solamente la Neue Reichskanzlei (« nueva cancilleria ») ha sido construida,  fue destruida durante la Segunda Guerra Mundial.
- Berlín: el estadio olímpico para los Juegos Olímpicos de 1936.
- Berlín: el Reichsluftfahrtministerium (« Ministerio del Aire del Reich »), hoy en día alberga al ministerio federal alemán de las Finanzas.
- Nuremberg: El Reichsparteitagsgelände.

### Checoslovaquia
- Praga: Hotel International Prague

### Corea del Norte
- Hotel Ryugyong

### Italia fascista

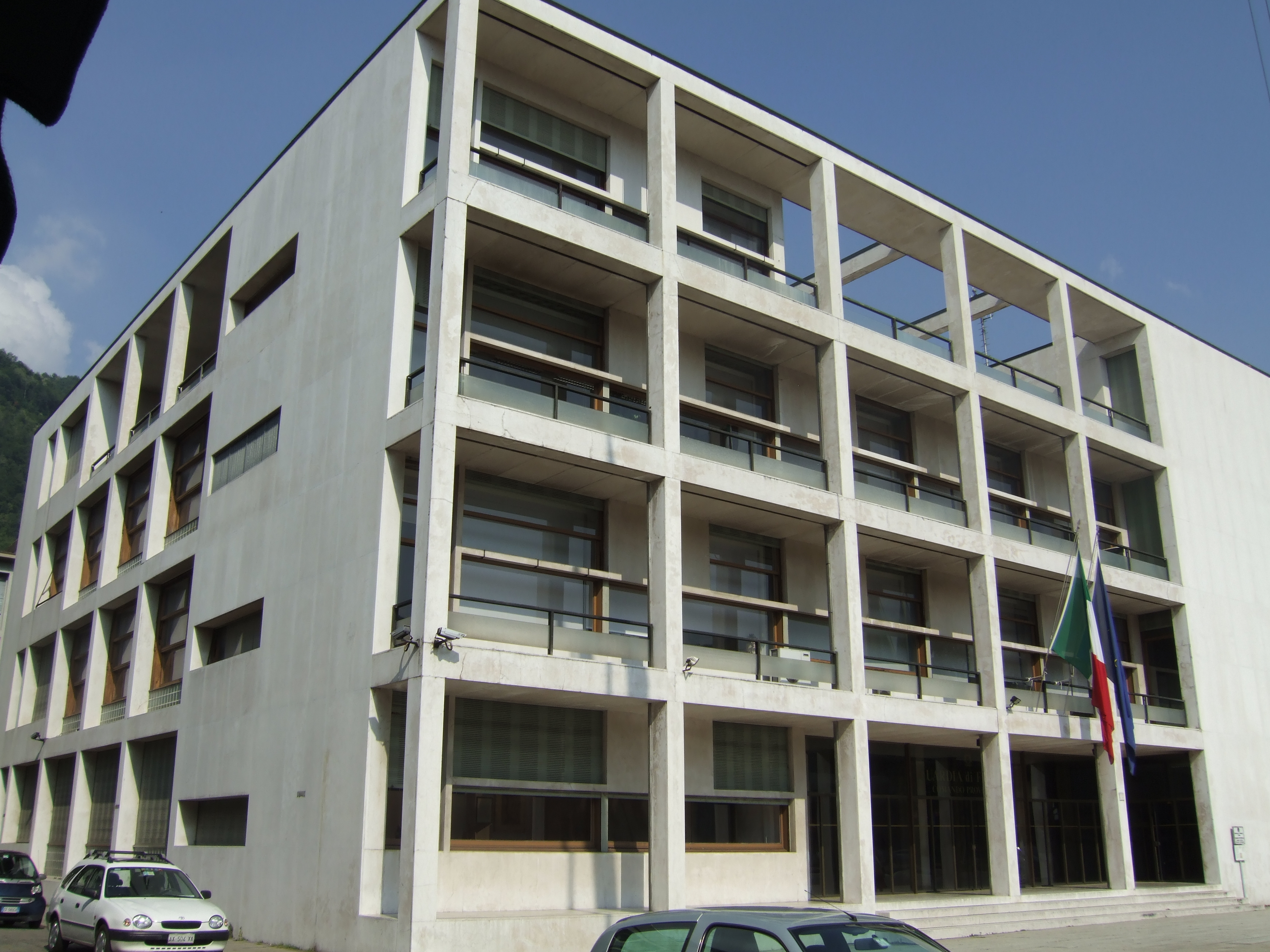
Casa del fascista en Como.

- Como: Casa de los sindicatos fascistas de Giuseppe Terragni, que pertenecen ahora a la "Guardia di Finanza".
- Roma: Barrio de la Exposición Universal de Roma o « EUR » (exposición prevista en 1942, pero no mantenida), constituido sobre todo del « Palacio de la Civilización del Trabajo » (también nombrado « Coliseo cuadrado » e inspirado de los cuadros de Giorgio de Chirico), del « Museo de la Civilización Romaine » o el Palacio del Deporte.
- Roma: Estación Termini.
- Ciudades nuevas en las Lagunas Pontinas: Latina, Pontinia, Sabaudia.
- Palacios de justicia de Milán o de Palerme.

### Polonia

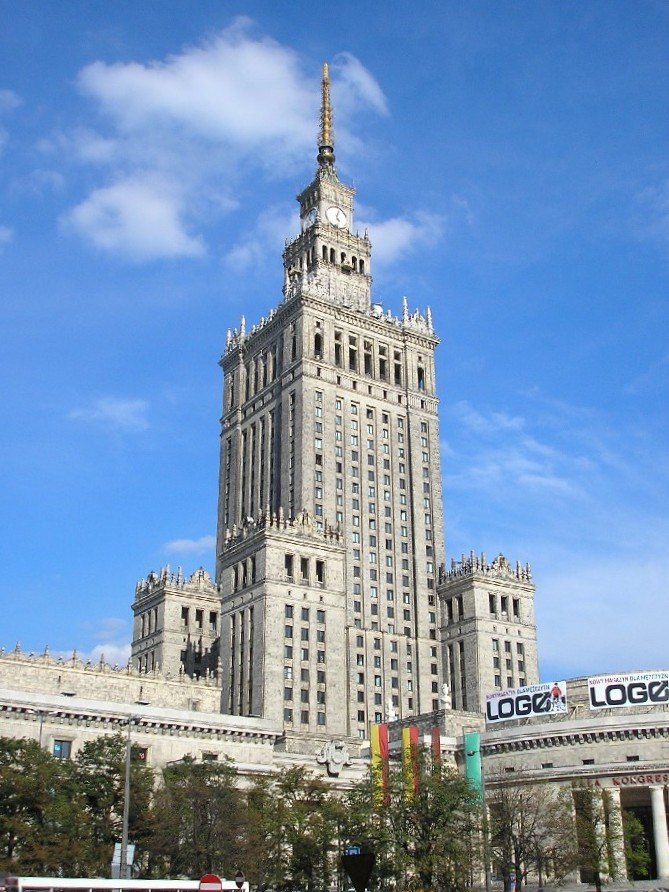
Palacio de la Cultura y la Ciencia en Varsovia.

- Varsovia: un rascacielos de Stalin, el Palacio de la cultura y de la ciencia.

### República Democrática Alemana
- Berlín Este: la Karl-Marx Allee, avenida de 2 km de estilo soviético.

### Rumanía
- Bucarest: la "Casa Scinteii" y el Palacio del Parlamento (o « Casa del Pueblo » - "Casa Poporului").

### Unión Soviética

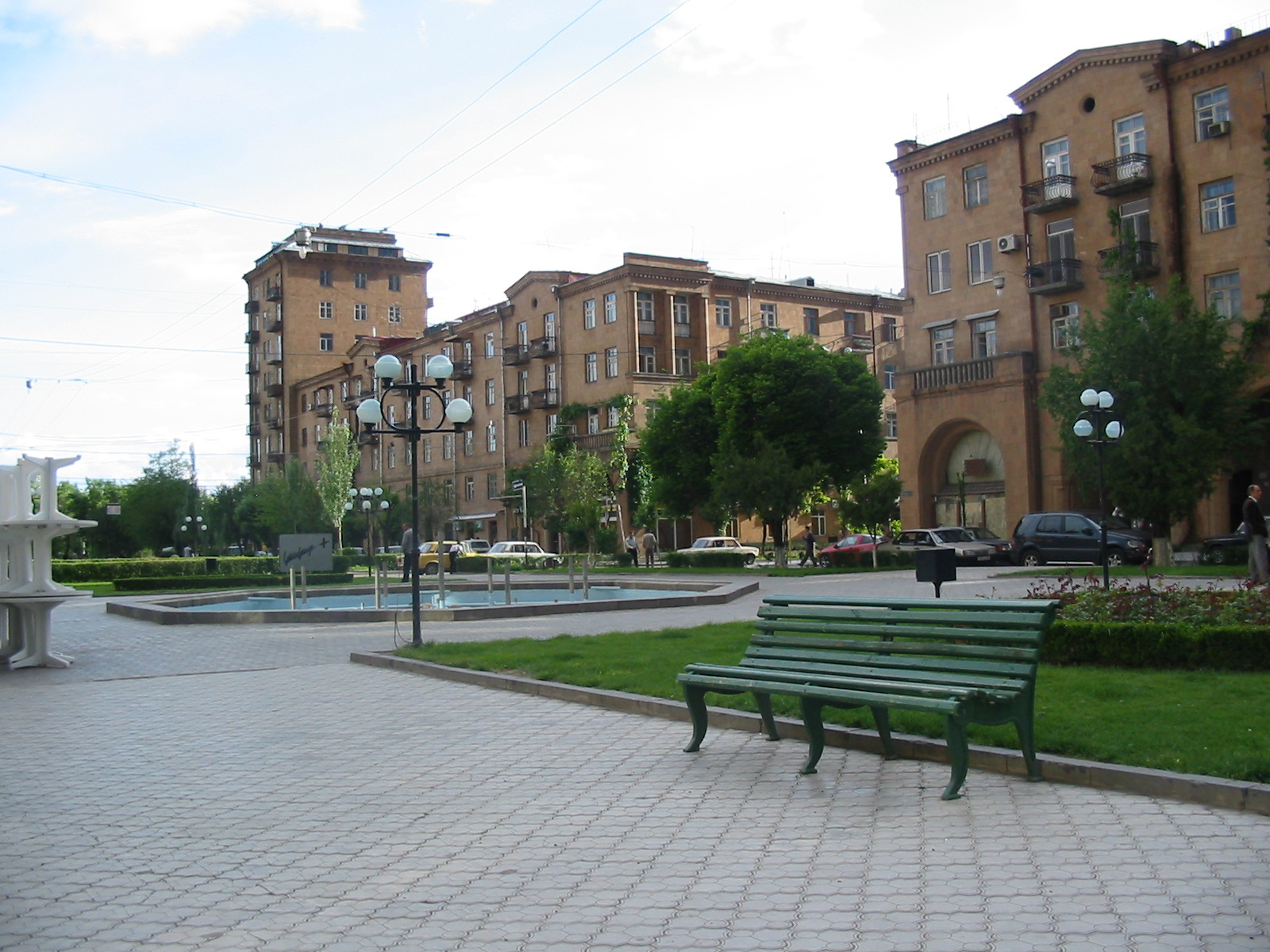
Ereván, Armenia, vista desde la Cascada

- Moscú: los siete rascacielos de Stalin.
- Moscú: metro (formas monumentales y decoración neobarroca).
- Ereván (Armenia): centro de la ciudad.

#### Tema general
- Galería de imágenes de la NorthWestern University, Chicago
- Pequeña bibliographie en inglés, University of Washington
- En contrepoint : la arquitectura británica de Estado de los años 1930
- Texto El archittetura nei regimi totalitari Archivado el 18 de julio de 2013 en Wayback Machine.

#### Italia fascista
- Ver la foto de la Casa del Fascisme de Como
- Imágenes de la arquitectura fascista
- El Estadio de los mármoles, Roma

#### Alemania Nazi
- Imágenes de la arquitectura nazi
- El proyecto Germania (website favorecedor a la rehabilitación de Arno Breker pero bien ilustrado)

#### Unión Soviética
- Arquitectura y utopía comunista en Moscú
- Proyectos de rascacielos a Moscú

- Datos: Q2860383